# Костюмер (фільм, 1983)
«Костюмер» (англ. The Dresser) — британський фільм 1983 року режисера Пітера Єтса. Сценарій створив Рональд Гарвуд за власною п'єсою 1980 року, яка на момент роботи над фільмом мала успіх на лондонському Вест-Енді та нью-йоркському Бродвеї.
Це історія особистого асистента старіючого актора, який намагається зберегти життя свого роботодавця. У фільмі зіграли Альберт Фінні, Том Кортні, Зена Волкер, Ейлін Аткінс, Едвард Фокс та Майкл Гоф.
Альберт Фінні та Том Кортні були номіновані на премії «Оскар», премії BAFTA та премії «Золотий глобус» за свої акторські роботи, причому Кортні отримав «Золотий глобус» за найкращу чоловічу роль у драматичному фільмі разом із Робертом Дювалем за фільм «Ніжне милосердя».

## Сюжет
Сюжет засновано на досвіді роботи Гарвуда костюмером англійського шекспірівського актора-менеджера сера Дональда Вулфіта, який є прототипом персонажа «Сер».
Фільм починається з вистави «Отелло» у регіональному театрі Британії під час Другої світової війни. У головній ролі грає старіючий, колись відомий шекспірівський актор, якого називають «Сер». Він належить до старої, пишномовної школи британської акторської майстерності, сповненої грандіозних жестів та вишуканої ораторської майстерності. Коли завіса опускається в останньому акті, й актори шикуються в чергу для виклику на завісу, Сер читає їм лекцію про помилки, яких вони припустилися під час вистави, демонструючи своє лідерське становищу у цій мандрівної групи акторів, які привозять Шекспіра до провінції під час війни.
За лаштунками чекає Норман, який десятиліттями є костюмером Сера. Норман – ефективний, дещо жіночний чоловік, який знає кожну примху та хитрощі Сера, звик до його тирад та темпераментних висловлювань і, по суті, є його слугою. Під час очікування Нормана, поки Сер вийде зі сцени після типово пишномовного заключного звернення до публіки, робить кілька ковтків з маленької пляшечки бренді, яку завжди носить у задній кишені, й до якої звертається як до одного зі способів, яким справляється зі своєю роботою.
Трупа поспішає до наступного місця виступу – промислового міста Бредфорд, де Сер має зіграти свою відому роль головного героя у «Королі Лірі». Поїзд мало не від'їжджає без них, коли Сер велично проходить через залізничну станцію Йорк до платформи, а Норман поспішає вперед, благаючи кондуктора затримати поїзд до прибуття Сера. Але поїзд починає від'їжджати зі станції, доки Сер не видав гучний, наказовий крик «СТОП... ЦЕЙ... ПОЇЗД!» з платформи. Кондуктор приголомшений, поїзд зупиняється, тим часом Сер спокійно веде свою трупу у вагон.
У Бредфорді підтверджуються тривоги Нормана щодо розумових здібностей Сера, які з віком все швидше згасають. Норман рятує його від плутанини, майже жорстокої тиради на міській площі Галіфакса біля Піс-Холу, у результаті якої Сер потрапляє до лікарні. Поки трупа намагається вирішити, що робити, Сер несподівано прибуває до театру, дезорієнтований та виснажений, стверджуючи, що виписався з лікарні. Норман проводить Сера до гримерки, усіляко опираючись наполяганням режисерки скасувати виставу та наполягаючи, що Сер буде готовий до виступу.
Середина фільму майже повністю відбувається у гримерці, де Норман намагається підготувати Сера до виходу на сцену. Блукаючі думки Сера та майже незв'язні розмови поступово стають більш зосередженими, коли Норман змушує його зайнятися нанесенням гриму та згадувати свої репліки. З'ясовується, наскільки ці двоє чоловіків залежать один від одного. У Сера не залишилося б кар'єри без Нормана; що ще гірше, у Нормана не залишилося б життя без Сера, якому він так довго присвячував весь свій час та енергію. На той час, як дружина Сера, яку називають лише «Її світлість», та виконує роль Корделії для Ліра свого чоловіка, прибуває до гримерки за п'ять хвилин до початку, Сер вже готовий до ролі, яку він виконував до того 227 разів.
Завіса піднімається для вступного діалогу між придворними Ліра, але Сер, здається, подумки занурюється в очікування свого виходу. Норман змушуючи акторів на сцені імпровізувати та тягнути час, допоки він намагається підштовхнути Сера до його виходу. Все це відбувається на фоні сирен повітряної тривоги. Чутно вибухи бомб, які, здається, будять Сера, і він виходить на сцену, щоб виконати свою найкращу роль Ліра за всю його триваду кар'єру.
Після тріумфального виступу Сер падає від виснаження, і Норман допомагає йому дістатися гримерки. Сер просить Нормана прочитати уривок з автобіографії, яку він почав писати. Всього з написаного – лише вступна присвята, Норман читає вголос «подяки» глядачам, колегам-акторам, Шекспіру, технікам сцени… але жодного слова не знаходить про костюмера. Норман готовий обуритися, пле виявляє, що Сер помер. Норман, вже трохи п'яний від вечірніх ковтків бренді, розлючується, звинувачуючи Сера в тому, що він невдячна стара сволоч, у гніві дописує до присвяти Сера вдячність собі. Гнів Нормана тимчасово приховує його дезорієнтацію від втрати єдиного життя, яке він знав стільки років, і, як Норман зі сльозами на очах зізнається, єдиної людини, яку він коли-небудь кохав. Фінальні кадри закінчується тим, що Норман розпластався на тілі Сера, не бажаючи відпускати своє життя та своє кохання.

## У ролях
- Альберт Фінні — «Сер», актор-ветеран
- Том Кортні[en] — Норман, костюмер і вірний соратник «Сера»
- Едвард Фокс — Оксенбі, актор, який не любить «Сера»
- Зена Волкер[en] — Її світлість, дружина «Сера»
- Ейлін Аткінс — Медж, режисер театру
- Майкл Гоф — Френк Керінгтон
- Кетрін Гаррісон — Ірен
- Бетті Марсден — Вайолет Меннінг
- Шейла Рід — Лідія Гібсон
- Локвуд Вест — Джеффрі Торнтон
- Дональд Еклс — містер Годстон
- Ллевеллін Ріс — Горація Браун
- Гай Меннінг — Бентон
- Енн Менніон — Беріл
- Кевін Стоуні — К. Ріверс Лейн
- Енн Вей — міс Вайт
- Джон Шарп — містер Боттомлі
- Кеті Стафф — жінки-бомбазина
- Роджер Ейвон — Чарльз

## Виробництво та сприйняття
Режисер Пітер Єтс мав на меті зняти фільм, який привабливим та приємним способом продумонстрував би деякі театральні традиції, що спонукало б більше людей відвідувати театри.
П'єса Рональда Гарвуда заснована на його власному досвіді роботи актором та помічником костюмера Дональда Вулфіта. З 1953 по 1958 рік він працював у цій ролі в шекспірівській театральній трупі. Він втілив свій досвід як у біографії «Сер Дональд Вулфіт, кавалер ордена Британської імперії: його життя та робота в немодному театрі», так і в п'єсі «Костюмер». Прем'єра п'єси відбулася 6 березня 1980 року в Королівській біржі у Манчестері. Перше виконанання у Лондоні відбулося у театрі Квінз 30 квітня 1980 року. Фредді Джонс зіграв роль Сера, а Том Кортні – Нормана. Того ж року п'єса була номінована на премію Лоуренса Олів'є за найкращу п'єсу. П'єса дебютувала на Бродвеї 9 листопада 1981 року у театрі Брукса Аткінсона, після чого відбулося понад 200 вистав. Кортні знову зіграв роль Нормана, цього разу Сера зіграв британський актор Пол Роджерс. Наприкінці року п'єсу було номіновано на дві премії «Тоні»: за найкращу п'єсу та найкращого актора.
Компанія «Goldcrest Films» заплатила Рональду Гарвуду 60 000 доларів за написання сценарію. На момент роботи над фільмом п'єса була перекладена на двадцять три мови та мала величезний успіх у всьому світі.
Фільм вийшов у кінотеатрах США 9 грудня 1983 року, зібравши трохи більше 5 мільйонів доларів. З 20 березня 1984 – у Великій Британії, з 23 березня 1984 – у Федеративній Республіці Німеччина, з 4 квітня 1984 – у Франції, з 10 травня 1985 року – у Німецькій Демократичній Республіці.
У фільм було інвестовано 1,5 мільйона фунтів стерлінгів із отриманими прибутками майже у 300 000 фунтів стерлінгів. У 1990 році Джейк Ебертс з «Goldcrest» згадував про це як про «найприємніше виробництво, з яким я коли-небудь був пов’язаний».
Фільм отримав хороші відгуки після виходу. Роджер Еберт з «Chicago Sun-Times», присуджуючи фільму чотири зірки з чотирьох, відгукувався про нього як про «чудову колекцію театральних знань, деталей та забобонів… найкращий вид драми, що захоплює нас на поверхні кольором, гумором та езотеричними деталями, а потім розкриває правду, що криється під ним». Йоахім Боаз з «Film Ruminations» дав фільму 7 балів з 10 у 2010 році та зазначив, що фільм був «солідною, добре зіграною, хоч і дещо забутою драмою». Джон Саймон з «National Review» зауважив, що «Костюмер» – один з тих рідкісних випадків, коли кіноверсія була кращою за сценічний оригінал.
Агрегатор відгуків «Rotten Tomatoes» наводить данні, що 100% з 15 критиків дали фільму позитивний відгук із середнім рейтингом 8,0/10.
Компанія «Goldcrest Films» інвестувала у фільм 1 456 000 фунтів стерлінгів та отримала натомість 1 744 000 фунтів стерлінгів, отримавши прибуток у розмірі 288 000 фунтів стерлінгів.

## Нагороди та номінації
| Нагорода                              | Категорія                            | Номінація                       | Результат |
| ------------------------------------- | ------------------------------------ | ------------------------------- | --------- |
| Оскар                                 | Найкращий фільм                      | Пітер Єтс                       | Номінація |
| Оскар                                 | Найкраща режисерська робота          | Пітер Єтс                       | Номінація |
| Оскар                                 | Найкраща чоловіча роль               | Том Кортні                      | Номінація |
| Оскар                                 | Найкраща чоловіча роль               | Альберт Фінні                   | Номінація |
| Оскар                                 | Найкращий адаптований сценарій       | Рональд Гарвуд                  | Номінація |
| Берлінський міжнародний кінофестиваль | Золотий ведмідь                      | Пітер Єтс                       | Номінація |
| Берлінський міжнародний кінофестиваль | Найкращий актор                      | Альберт Фінні                   | Перемога  |
| Берлінський міжнародний кінофестиваль | Спеціальний приз журі C.I.D.A.L.C.   | Пітер Єтс                       | Перемога  |
| Премія БАФТА у кіно                   | Найкращий фільм                      | Пітер Єтс                       | Номінація |
| Премія БАФТА у кіно                   | Найкраща режисерська робота          | Пітер Єтс                       | Номінація |
| Премія БАФТА у кіно                   | Найкраща чоловіча роль               | Том Кортні                      | Номінація |
| Премія БАФТА у кіно                   | Найкраща чоловіча роль               | Альберт Фінні                   | Номінація |
| Премія БАФТА у кіно                   | Найкраща чоловіча роль другого плану | Ейлін Аткінс                    | Номінація |
| Премія БАФТА у кіно                   | Найкращий адаптований сценарій       | Рональд Гарвуд                  | Номінація |
| Премія БАФТА у кіно                   | Найкращий грим                       | Алан Бойл                       | Номінація |
| Золотий глобус                        | Найкращий фільм іноземною мовою      | Найкращий фільм іноземною мовою | Номінація |
| Золотий глобус                        | Найкраща чоловічу роль — драма       | Том Кортні                      | Перемога  |
| Золотий глобус                        | Найкраща чоловічу роль — драма       | Альберт Фінні                   | Номінація |
| Золотий глобус                        | Найкраща режисерська робота          | Пітер Єтс                       | Номінація |
| Золотий глобус                        | Найкращий сценарій                   | Рональд Гарвуд                  | Номінація |
| Премія «Майніті»                      | Найкращий іноземний фільм            | Пітер Єтс                       | Перемога  |
| Національна спілка кінокритиків США   | Найкращі десять фільмів року         | Найкращі десять фільмів року    | 4 місце   |

## У популярній культурі
Вокальний семпл Альберта Фінні, який промовляє «Це мій 227 Лір, а я не можу згадати перший рядок» з фільму «Костюмер», можна почути в кінці «P.C.P.», заключної пісні альбому «The Holy Bible» (1994) гурту «Manic Street Preachers».
2015 року BBC випустила варіант телевізійної адаптації п'єси за участю Ентоні Гопкінса, Ієна Мак-Келлена та Емілі Вотсон. Фільм отримав позитивні відгуки.